# Dekanat jutrosiński

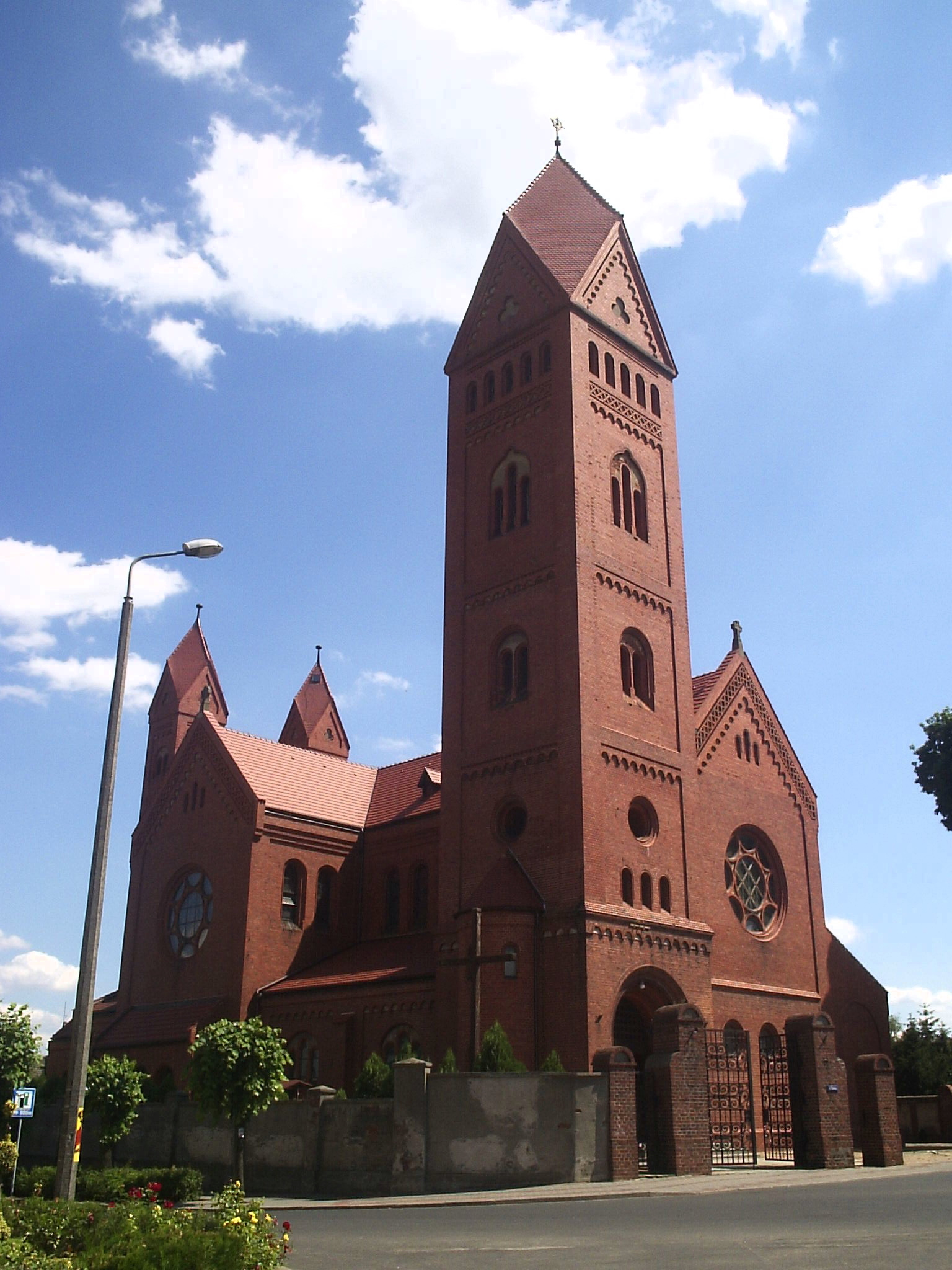
Kościół św. Elżbiety w Jutrosinie

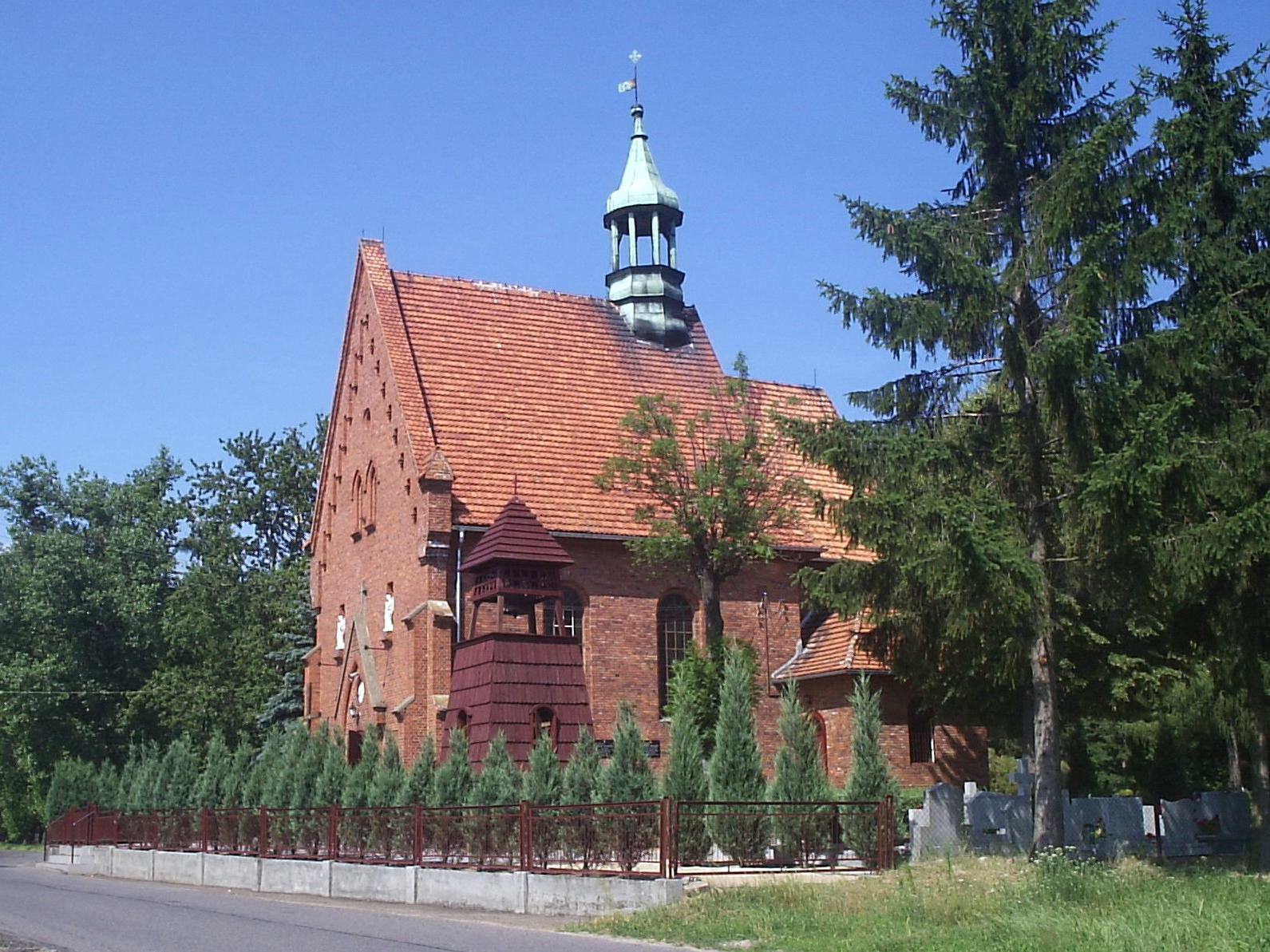
Kościół w Skoraszewicach

Dekanat jutrosiński – jeden z 43 dekanatów archidiecezji poznańskiej. Wydzielony z dekanatu krobskiego dekretem abp. Mieczysława Ledóchowskiego z 1874 roku.  

## Parafie
- Parafia pw. św. Mikołaja Biskupa (Dubin),
- Parafia Wszystkich Świętych w Golejewku, (Golejewko),
- Parafia pw. św. Elżbiety (Jutrosin),
- Parafia Narodzenia Najświętszej Maryi Panny w Kołaczkowicach, (Kołaczkowice),
- Parafia św. Michała Archanioła w Konarach, (Konary),
- Parafia pw. św. Walentego i Macierzyństwa Bożego Maryi Dziewicy (Pakosław),
- Parafia św. Katarzyny Aleksandryjskiej w Skoraszewicach, (Skoraszewice),
- Parafia Najświętszego Serca Jezusowego w Smolicach, (Smolice),
- Parafia św. Marcina w Szkaradowie, (Szkaradowo).

Sąsiednie dekanaty:
- krobski
- rawicki
- dekanaty archidiecezji wrocławskiej
- dekanaty diecezji kaliskiej